# Slovaquie aux Jeux européens de 2015
La Slovaquie était présente aux Jeux européens de 2015, la première édition des Jeux européens, organisée à Bakou, en Azerbaïdjan.

## Médailles
| Sport                   | Discipline                              | Athlète(s) | Performance | Date    |
| Médailles d'or : 2      |                                         | |             |         |
| Athlétisme              | Mixte, par équipe                       | Katarína Belová Tomáš Benko Katarína Berešová Alexandra Bezeková Andrej Bician Jakub Bottlík Matúš Bubeník Tomáš Celko Denis Danáč Paula Habovštiaková Andrea Holleyová Martina Hrašnová Anna Hrvolová Alexander Jablokov Zuzana Karaffová Martin Koch Lenka Kršáková Martin Kučera Veronika Lašová Marcel Lomnický Ľubomíra Maníková Jakub Matúš Lucia Mokrašová Matúš Olej Dušan Páleník Jozef Pelikán Michaela Pešková Lukáš Prevalinec Iveta Putálová Jozef Repčík Silvia Šalgovičová Marek Šefránek Lucia Slaničková Patrícia Slosárová Alexandra Šťuková Ivona Tomanová Roman Turčáni Jozef Urban Dana Velďáková Jana Velďáková Tomáš Veszelka Juraj Vitko Ján Volko Monika Weigertová Adam Zavacký Pavol Ženčár Patrik Ženúch Ján Zmoray |             | 22 juin |
| Tir                     | Mixtes - Trap                           | Erik Varga Zuzana Štefečeková |             | 18 juin |
| Médailles d'argent : 2  |                                         | |             |         |
| Tir                     | Hommes - Trap                           | Erik Varga |             | 17 juin |
| Tir                     | Hommes - Pistolet à 50 m                | Pavol Kopp |             | 20 juin |
| Médailles de bronze : 3 |                                         | |             |         |
| Boxe                    | Hommes - Moins de 52 kg                 | Viliam Tanko |             | 25 juin |
| Lutte                   | Hommes - Gréco-romaine - Moins de 66 kg | István Lévai |             | 14 juin |
| Tir                     | Hommes - Pistolet à 10 m air comprimé   | Juraj Tužinský |             | 17 juin |